# Specie di Gladiolus
Elenco delle specie di Gladiolus.

## A
- Gladiolus abbreviatus Andrews

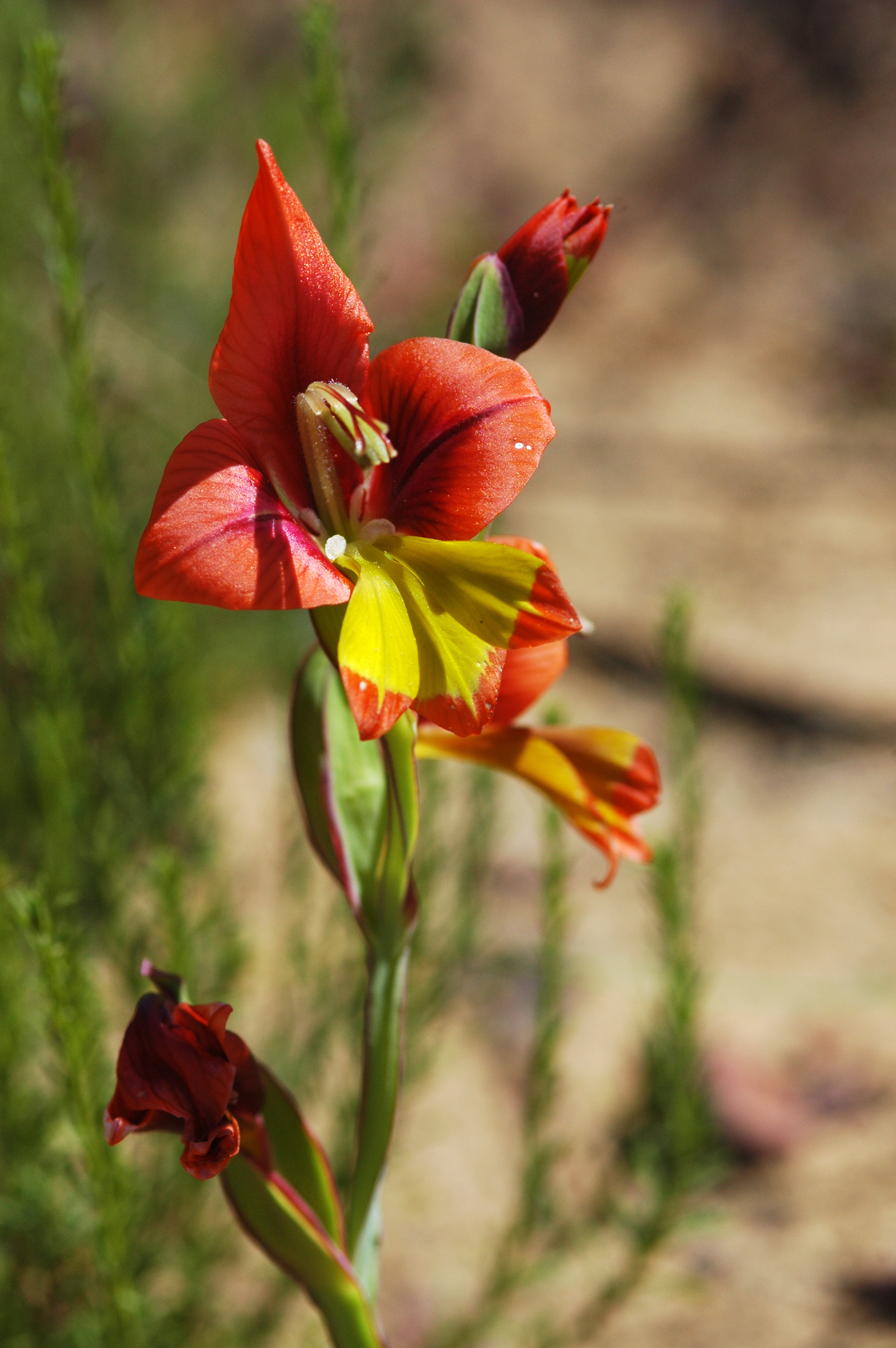
Gladiolus alatus

- Gladiolus abyssinicus (Brongn. ex Lem.) B.D.Jacks.
- Gladiolus actinomorphanthus P.A.Duvign. & Van Bockstal
- Gladiolus acuminatus F.Bolus
- Gladiolus aequinoctialis Herb.
- Gladiolus alatus L.
- Gladiolus albens Goldblatt & J.C.Manning
- Gladiolus amplifolius Goldblatt
- Gladiolus anatolicus (Boiss.) Stapf
- Gladiolus andringitrae Goldblatt
- Gladiolus angustus L.
- Gladiolus antakiensis A.P.Ham.
- Gladiolus antandroyi Goldblatt
- Gladiolus appendiculatus G.J.Lewis
- Gladiolus aquamontanus Goldblatt
- Gladiolus arcuatus Klatt
- Gladiolus atropictus Goldblatt & J.C.Manning
- Gladiolus atropurpureus Baker
- Gladiolus atroviolaceus Boiss.
- Gladiolus attilae Kit Tan, B.Mathew & A.Baytop
- Gladiolus aurantiacus Klatt
- Gladiolus aureus Baker

## B
- Gladiolus balensis Goldblatt
- Gladiolus baumii Harms
- Gladiolus bellus C.H.Wright
- Gladiolus benguellensis Baker
- Gladiolus bilineatus G.J.Lewis
- Gladiolus blommesteinii L.Bolus
- Gladiolus bojeri (Baker) Goldblatt

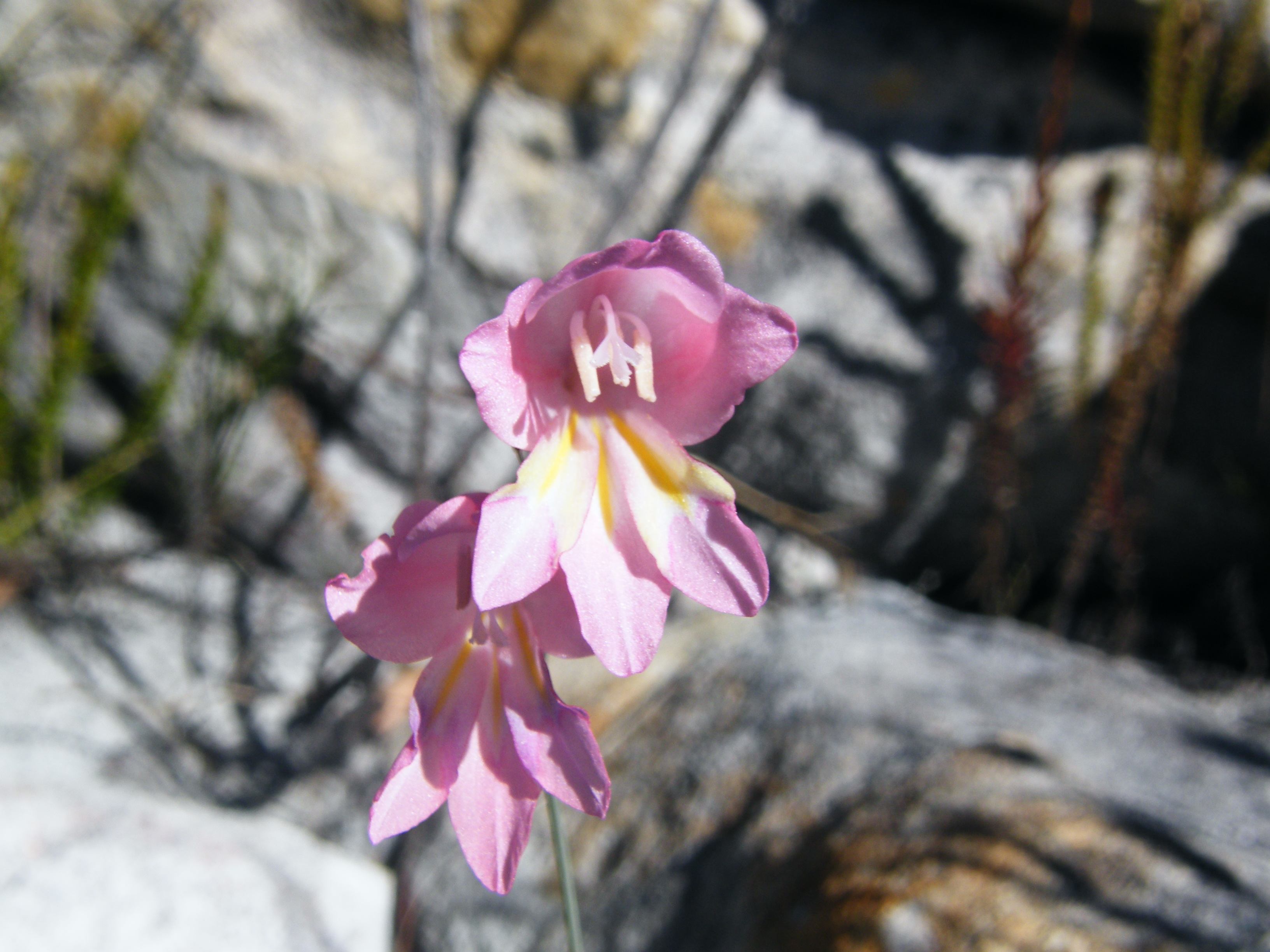
Gladiolus brevifolius

- Gladiolus bonaespei Goldblatt & M.P.de Vos
- Gladiolus boranensis Goldblatt
- Gladiolus brachyphyllus F.Bolus
- Gladiolus brevifolius Jacq.
- Gladiolus brevitubus G.J.Lewis
- Gladiolus buckerveldii (L.Bolus) Goldblatt
- Gladiolus bullatus Thunb. ex G.J.Lewis

## C

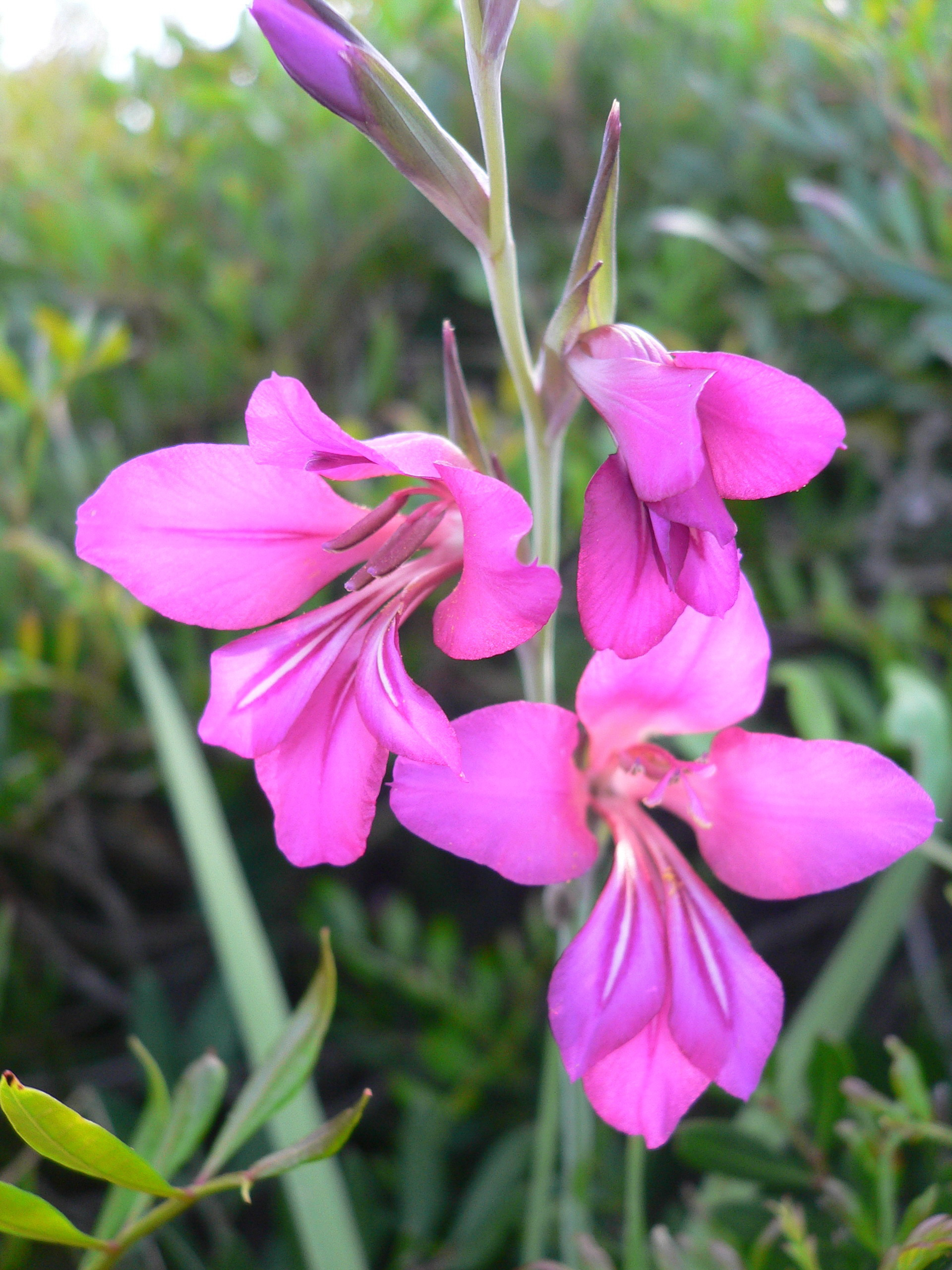
Gladiolus communis

- Gladiolus caeruleus Goldblatt & J.C.Manning
- Gladiolus calcaratus G.J.Lewis
- Gladiolus calcicola Goldblatt
- Gladiolus canaliculatus Goldblatt
- Gladiolus candidus (Rendle) Goldblatt
- Gladiolus cardinalis Curtis
- Gladiolus carinatus Aiton
- Gladiolus carmineus C.H.Wright
- Gladiolus carneus F.Delaroche
- Gladiolus caryophyllaceus (Burm.f.) Poir.
- Gladiolus cataractarum Oberm.
- Gladiolus caucasicus Herb.
- Gladiolus ceresianus L.Bolus
- Gladiolus chelamontanus Goldblatt
- Gladiolus chevalierianus Marais
- Gladiolus clivorum Goldblatt & J.C.Manning
- Gladiolus communis L.
- Gladiolus comptonii G.J.Lewis
- Gladiolus crassifolius Baker
- Gladiolus crispulatus L.Bolus
- Gladiolus cruentus T.Moore
- Gladiolus cunonius (L.) Gaertn.
- Gladiolus curtifolius Marais
- Gladiolus curtilimbus P.A.Duvign. & Van Bockstal ex S.Córdova
- Gladiolus cylindraceus G.J.Lewis

## D
- Gladiolus dalenii Van Geel
- Gladiolus davisoniae F.Bolus
- Gladiolus debeerstii De Wild.
- Gladiolus debilis Ker Gawl.
- Gladiolus decaryi Goldblatt
- Gladiolus decoratus Baker
- Gladiolus delpierrei Goldblatt
- Gladiolus densiflorus Baker
- Gladiolus deserticolus Goldblatt

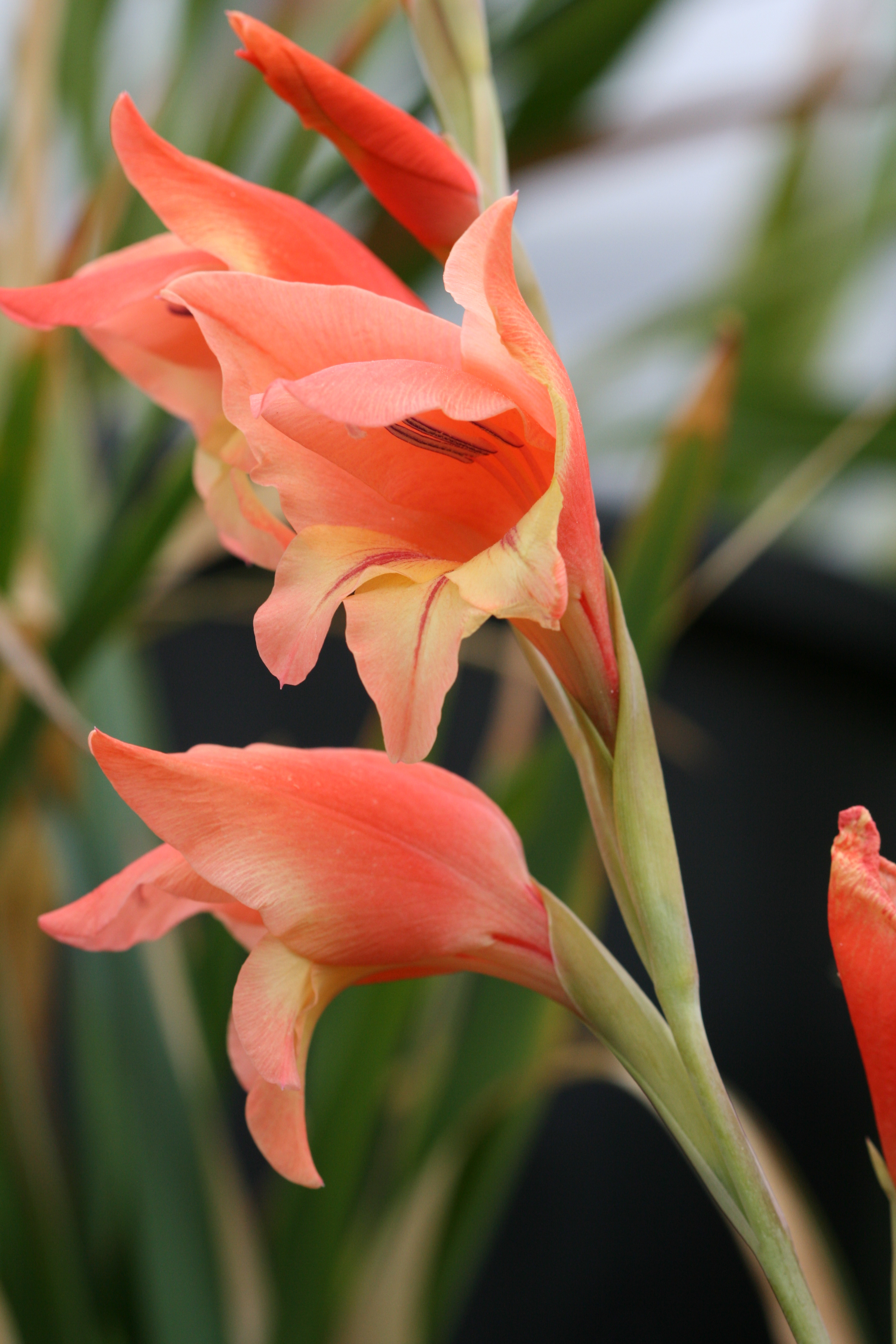
Gladiolus dalenii

- Gladiolus dichrous (Bullock) Goldblatt
- Gladiolus diluvialis Goldblatt & J.C.Manning
- Gladiolus dolichosiphon Goldblatt & J.C.Manning
- Gladiolus dolomiticus Oberm.
- Gladiolus dubius Guss.
- Gladiolus dzavakheticus Eristavi

## E
- Gladiolus ecklonii Lehm.
- Gladiolus elliotii Baker
- Gladiolus emiliae L.Bolus
- Gladiolus engysiphon G.J.Lewis
- Gladiolus equitans Thunb.
- Gladiolus erectiflorus Baker
- Gladiolus exalatus Goldblatt & Blittersd.
- Gladiolus exiguus G.J.Lewis
- Gladiolus exilis G.J.Lewis

## F
- Gladiolus fenestratus Goldblatt
- Gladiolus ferrugineus Goldblatt & J.C.Manning
- Gladiolus filiformis Goldblatt & J.C.Manning
- Gladiolus flanaganii Baker
- Gladiolus flavoviridis Goldblatt
- Gladiolus floribundus Jacq.
- Gladiolus fourcadei (L.Bolus) Goldblatt & M.P.de Vos

## G
- Gladiolus gallaecicus Pau ex J.-M.Tison & Girod
- Gladiolus geardii L.Bolus
- Gladiolus goldblattianus Geerinck
- Gladiolus gracilis Jacq.
- Gladiolus gracillimus Baker
- Gladiolus grandiflorus Andrews
- Gladiolus grantii Baker
- Gladiolus gregarius Welw. ex Baker
- Gladiolus griseus Goldblatt & J.C.Manning
- Gladiolus gueinzii Kunze
- Gladiolus gunnisii (Rendle) Marais
- Gladiolus guthriei F.Bolus

## H
- Gladiolus hajastanicus Gabrieljan
- Gladiolus halophilus Boiss. & Heldr.
- Gladiolus harmsianus Vaupel
- Gladiolus hirsutus Jacq.
- Gladiolus hollandii L.Bolus
- Gladiolus horombensis Goldblatt
- Gladiolus huillensis (Welw. ex Baker) Goldblatt
- Gladiolus humilis Stapf
- Gladiolus huttonii (N.E.Br.) Goldblatt & M.P.de Vos
- Gladiolus hyalinus Jacq.

## I
- Gladiolus illyricus W.D.J.Koch
- Gladiolus imbricatus L.
- Gladiolus inandensis Baker
- Gladiolus inarimensis Guss.
- Gladiolus inflatus (Thunb.) Thunb.

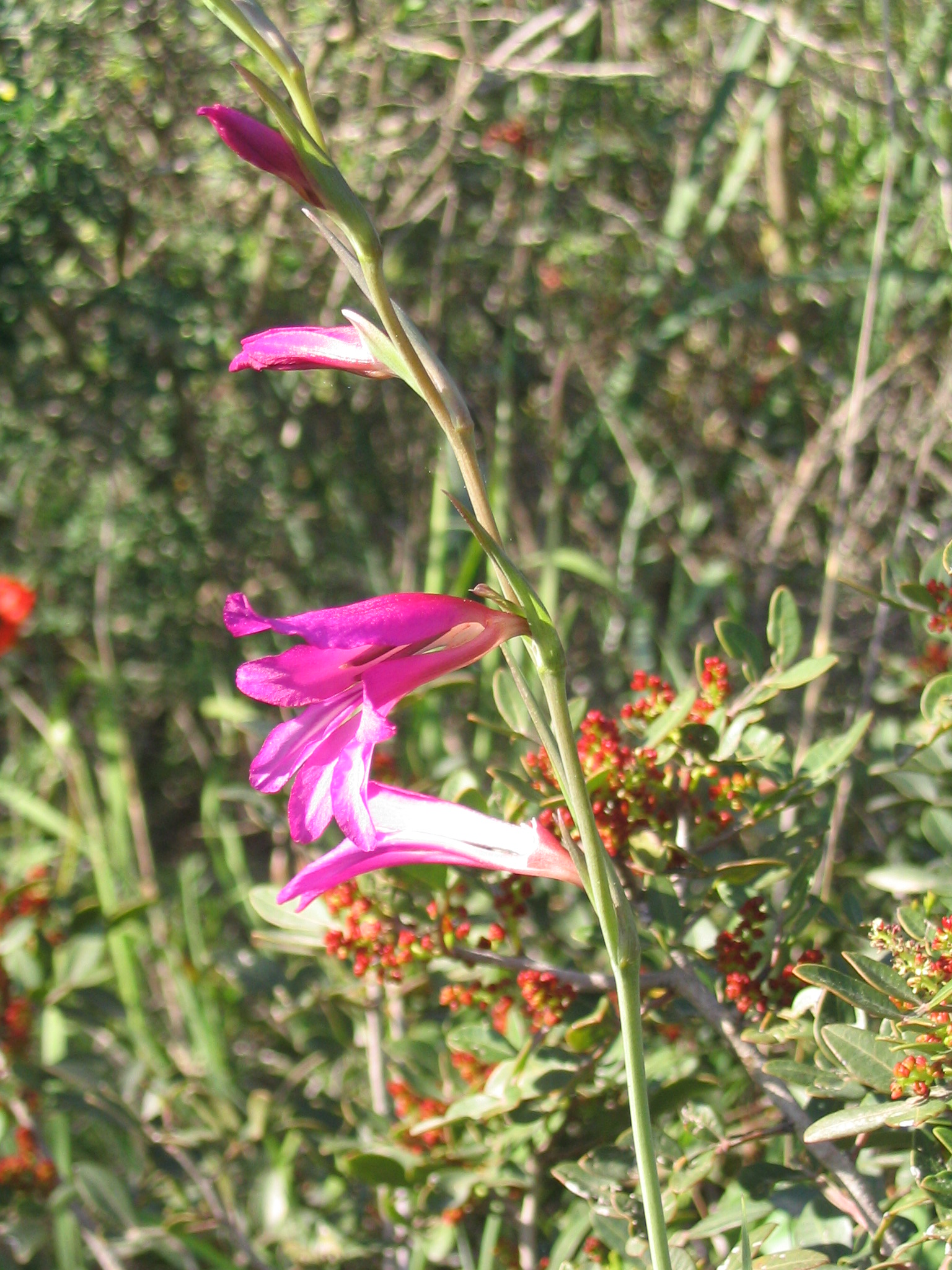
Gladiolus italicus

- Gladiolus inflexus Goldblatt & J.C.Manning
- Gladiolus insolens Goldblatt & J.C.Manning
- Gladiolus intonsus Goldblatt
- Gladiolus invenustus G.J.Lewis
- Gladiolus involutus D.Delaroche
- Gladiolus iroensis (A.Chev.) Marais
- Gladiolus isolatus Goldblatt
- Gladiolus italicus Mill.

## J
- Gladiolus jonquilodorus Eckl. ex G.J.Lewis
- Gladiolus juncifolius Goldblatt

## K
- Gladiolus kamiesbergensis G.J.Lewis
- Gladiolus karooicus Goldblatt & J.C.Manning
- Gladiolus kotschyanus Boiss.

## L
- Gladiolus lapeirousioides Goldblatt
- Gladiolus laxiflorus Baker
- Gladiolus ledoctei P.A.Duvign. & Van Bockstal
- Gladiolus leonensis Marais
- Gladiolus leptosiphon F.Bolus
- Gladiolus liliaceus Houtt.
- Gladiolus linearifolius Vaupel
- Gladiolus lithicola Goldblatt
- Gladiolus longicollis Baker1
- Gladiolus longispathaceus Cufod.
- Gladiolus loteniensis Hilliard & B.L.Burtt
- Gladiolus lundaensis Goldblatt
- Gladiolus luteus Lam.

## M
- Gladiolus macneilii Oberm.
- Gladiolus maculatus Sweet

Gladiolus murielae

- Gladiolus magnificus (Harms) Goldblatt
- Gladiolus malvinus Goldblatt & J.C.Manning
- Gladiolus manikaensis Goldblatt
- Gladiolus mariae Burgt
- Gladiolus marlothii G.J.Lewis
- Gladiolus martleyi L.Bolus
- Gladiolus meliusculus (G.J.Lewis) Goldblatt & J.C.Manning
- Gladiolus melleri Baker
- Gladiolus menitskyi Gabrieljan
- Gladiolus mensensis (Schweinf.) Goldblatt
- Gladiolus meridionalis G.J.Lewis
- Gladiolus metallicola Goldblatt
- Gladiolus micranthus Stapf
- Gladiolus microcarpus G.J.Lewis
- Gladiolus microspicatus P.A.Duvign. & Van Bockstal ex S.Córdova
- Gladiolus miniatus Eckl.
- Gladiolus mirus Vaupel
- Gladiolus monticola Goldblatt & J.C.Manning
- Gladiolus mosambicensis Baker
- Gladiolus mostertiae L.Bolus
- Gladiolus muenzneri Vaupel
- Gladiolus murgusicus Mikheev
- Gladiolus murielae Kelway
- Gladiolus mutabilis G.J.Lewis

## N
- Gladiolus negeliensis Goldblatt
- Gladiolus nerineoides G.J.Lewis
- Gladiolus nigromontanus Goldblatt
- Gladiolus nyasicus Goldblatt

## O
- Gladiolus oatesii Rolfe
- Gladiolus ochroleucus Baker
- Gladiolus oliganthus Baker
- Gladiolus oligophlebius Baker
- Gladiolus oppositiflorus Herb.
- Gladiolus orchidiflorus Andrews
- Gladiolus oreocharis Schltr.
- Gladiolus ornatus Klatt
- Gladiolus osmaniyensis Sagiroglu
- Gladiolus overbergensis Goldblatt & M.P.de Vos

## P
- Gladiolus palustris Gaudin
- Gladiolus papilio Hook.f.
- Gladiolus pappei Baker

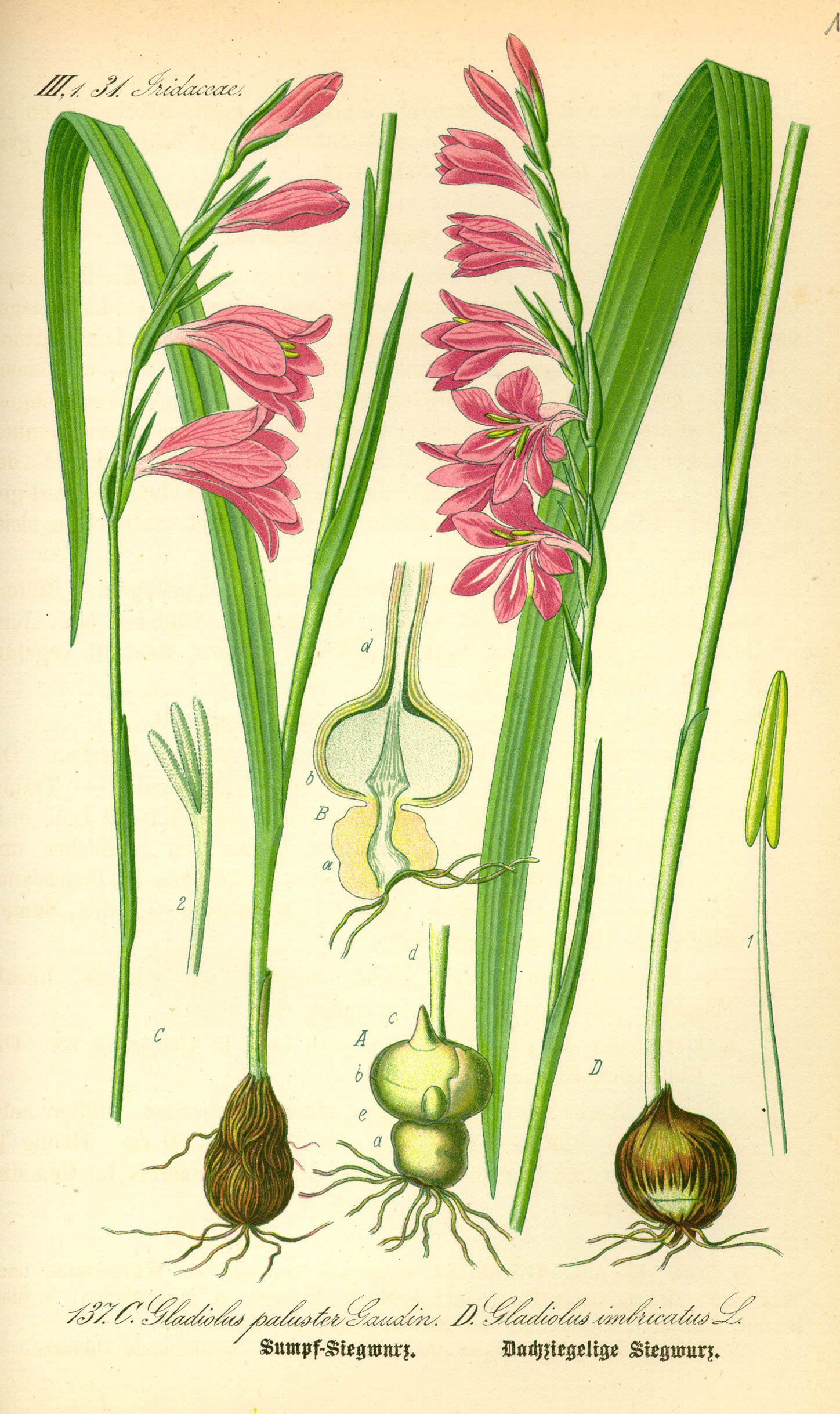
Gladiolus palustris

- Gladiolus pardalinus Goldblatt & J.C.Manning
- Gladiolus parvulus Schltr.
- Gladiolus patersoniae F.Bolus
- Gladiolus pauciflorus Baker ex Oliv.
- Gladiolus pavonia Goldblatt & J.C.Manning
- Gladiolus permeabilis F.Delaroche
- Gladiolus perrieri Goldblatt
- Gladiolus persicus Boiss.
- Gladiolus phoenix Goldblatt & J.C.Manning
- Gladiolus pole-evansii Verd.
- Gladiolus praecostatus Marais
- Gladiolus pretoriensis Kuntze
- Gladiolus priorii (N.E.Br.) Goldblatt & M.P.de Vos
- Gladiolus pritzelii Diels
- Gladiolus puberulus Vaupel
- Gladiolus pubigerus G.J.Lewis
- Gladiolus pulcherrimus (G.J.Lewis) Goldblatt & J.C.Manning
- Gladiolus pungens P.A.Duvign. & Van Bockstal ex S.Córdova
- Gladiolus pusillus Goldblatt

## Q
- Gladiolus quadrangularis (Burm.f.) Aiton
- Gladiolus quadrangulus (D.Delaroche) Barnard

## R
- Gladiolus recurvus L.
- Gladiolus reginae Goldblatt & J.C.Manning
- Gladiolus rehmannii Baker
- Gladiolus rhodanthus J.C.Manning & Goldblatt
- Gladiolus richardsiae Goldblatt
- Gladiolus robertsoniae F.Bolus
- Gladiolus robiliartianus P.A.Duvign.
- Gladiolus rogersii Baker
- Gladiolus roseolus Chiov.
- Gladiolus roseovenosus Goldblatt & J.C.Manning
- Gladiolus rubellus Goldblatt
- Gladiolus rudis Licht. ex Roem. & Schult.
- Gladiolus rufomarginatus G.J.Lewis
- Gladiolus rupicola Vaupel

## S
- Gladiolus saccatus (Klatt) Goldblatt & M.P.de Vos
- Gladiolus salmoneicolor P.A.Duvign. & Van Bockstal ex S.Córdova
- Gladiolus salteri G.J.Lewis
- Gladiolus saundersii Hook.f.
- Gladiolus saxatilis Goldblatt & J.C.Manning
- Gladiolus scabridus Goldblatt & J.C.Manning
- Gladiolus schweinfurthii (Baker) Goldblatt & M.P.de Vos
- Gladiolus scullyi Baker
- Gladiolus sekukuniensis P.J.D.Winter
- Gladiolus sempervirens G.J.Lewis
- Gladiolus serapiiflorus Goldblatt
- Gladiolus serenjensis Goldblatt
- Gladiolus sericeovillosus Hook.f.1
- Gladiolus serpenticola Goldblatt & J.C.Manning
- Gladiolus somalensis Goldblatt & Thulin
- Gladiolus speciosus Thunb.
- Gladiolus splendens (Sweet) Herb.
- Gladiolus stefaniae Oberm.
- Gladiolus stellatus G.J.Lewis
- Gladiolus stenolobus Goldblatt
- Gladiolus stenosiphon Goldblatt
- Gladiolus stokoei G.J.Lewis
- Gladiolus subcaeruleus G.J.Lewis
- Gladiolus sudanicus Goldblatt
- Gladiolus sufflavus (G.J.Lewis) Goldblatt & J.C.Manning
- Gladiolus sulculatus Goldblatt
- Gladiolus symonsii F.Bolus
- Gladiolus szovitsii Grossh.

## T
- Gladiolus taubertianus Schltr.
- Gladiolus tenuis M.Bieb.
- Gladiolus teretifolius Goldblatt & M.P.de Vos
- Gladiolus trichonemifolius Ker Gawl.
- Gladiolus triphyllus (Sm.) Ker Gawl.
- Gladiolus tristis L.
- Gladiolus tshombeanus P.A.Duvign. & Van Bockstal

## U
- Gladiolus uitenhagensis Goldblatt & Vlok
- Gladiolus undulatus L.
- Gladiolus unguiculatus Baker
- Gladiolus usambarensis Marais ex Goldblatt
- Gladiolus uysiae L.Bolus ex G.J.Lewis

## V
- Gladiolus vaginatus F.Bolus
- Gladiolus vandermerwei (L.Bolus) Goldblatt & M.P.de Vos
- Gladiolus variegatus (G.J.Lewis) Goldblatt & J.C.Manning
- Gladiolus varius F.Bolus
- Gladiolus velutinus De Wild.
- Gladiolus venustus G.J.Lewis
- Gladiolus verdickii De Wild. & T.Durand
- Gladiolus vernus Oberm.
- Gladiolus vexillare Martelli
- Gladiolus vigilans Barnard
- Gladiolus vinosomaculatus Kies
- Gladiolus violaceolineatus G.J.Lewis
- Gladiolus virescens Thunb.
- Gladiolus virgatus Goldblatt & J.C.Manning
- Gladiolus virgineus Goldblatt & J.C.Manning
- Gladiolus viridiflorus G.J.Lewis

## W
- Gladiolus watermeyeri L.Bolus
- Gladiolus watsonioides Baker
- Gladiolus watsonius Thunb.

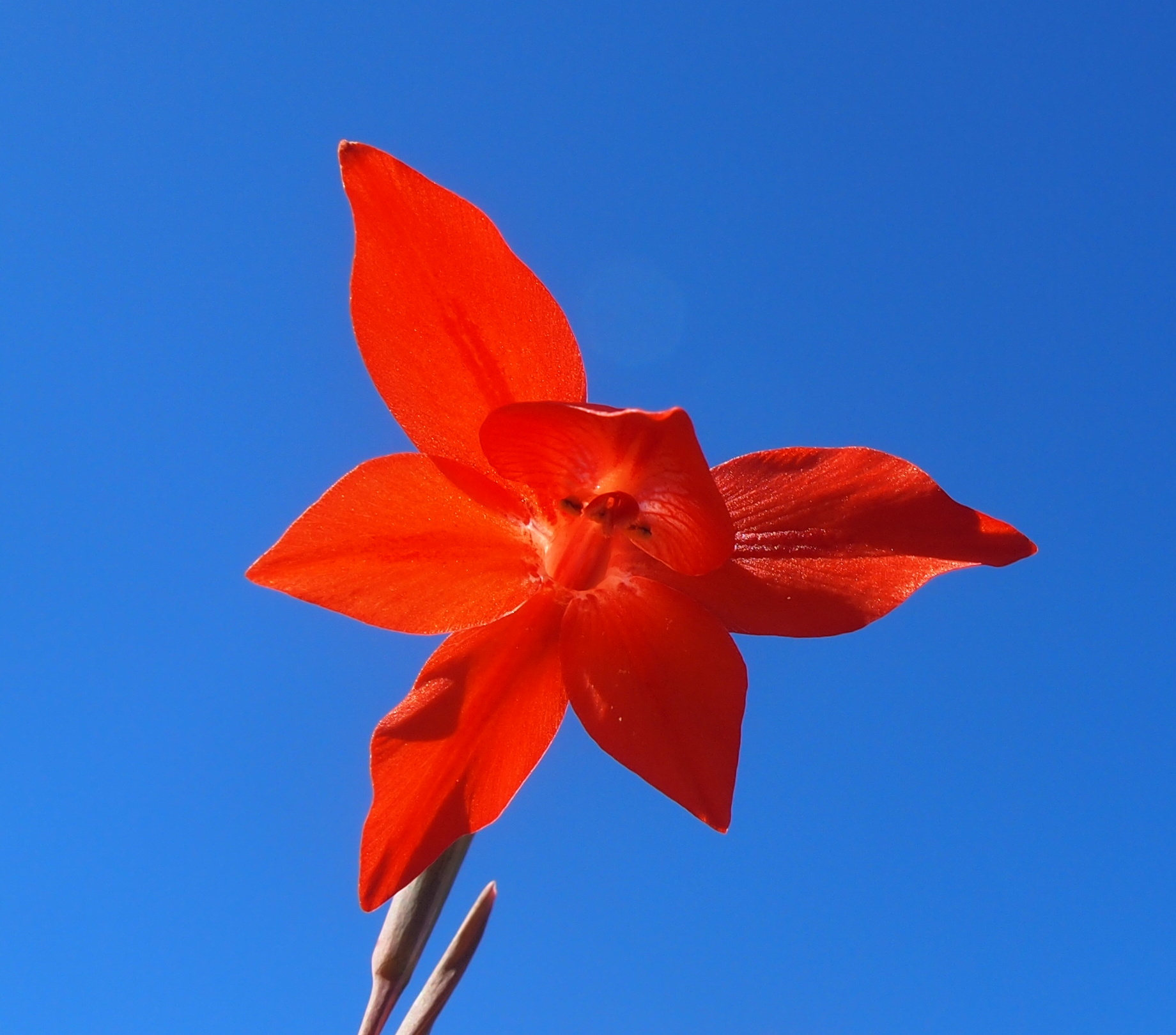
Gladiolus watsonius

- Gladiolus wilsonii (Baker) Goldblatt & J.C.Manning
- Gladiolus woodii Baker

## Z
- Gladiolus zambesiacus Baker
- Gladiolus zimbabweensis Goldblatt

## Ibridi
- Gladiolus × byzantinus Mill.
- Gladiolus × hortulanus L.H. Bailey
- Gladiolus × lewisiae Oberm.
- Gladiolus × sulistrovicus Kaminski, Szczep. & Cieslak